# San Marino i olympiska sommarspelen 1968
San Marino deltog i de olympiska sommarspelen 1968 med en trupp bestående av 4 deltagare. Ingen av landets deltagare erövrade någon medalj.